# Горбачі (Коростенський район)
Горбачі́ — село в Україні, у Коростенській міській територіальній громаді Коростенського району Житомирської області. Чисельність населення становить 50 осіб (2001).

## Населення
Наприкінці 19 століття в селі налічувалося 190 мешканців, дворів — 35, у 1906 році — 110 мешканців, дворів — 55, у 1923 році — 272 мешканці, дворів — 45.
Відповідно до результатів перепису населення СРСР, кількість населення станом на 12 січня 1989 року становила 72 особи. Станом на 5 грудня 2001 року, відповідно до перепису населення України, кількість мешканців села становила 50 осіб.

## Історія
У другій половині 19 століття — село Овруцького повіту Волинської губернії. Лежало над потоком, що плинув від с. Каленське по східній стороні річки Уж, за 13 км від містечка Іскорості, на пограниччі з Радомисльським повітом. Над річкою поклади лабрадориту, до складу ґрунтів входив гнейс.
Наприкінці 19 століття — село Татарновицької волості Овруцького повіту Волинської губернії, за 38 верст від Овруча. Належало до православної парафії у Ходаках, за 1 версту.
У 1906 році — сільце Татарновицької волості (2-го стану) Овруцького повіту Волинської губернії. Відстань до повітового центру м. Овруч становила 35 верст, до волосного центру с. Татарновичі — 6 верст. Поштове відділення — міст. Іскорость.
У 1923 році включене до складу новоствореної Ходаківської сільської ради, яка 7 березня 1923 року увійшла до складу новоутвореного Народицького району Коростенської округи. Розміщувалося за 34 версти від районного центру міст. Народичі та за 1,5 версти від центру сільської ради, с. Ходаки. 21 серпня 1924 року, в складі сільської ради, передане до Ушомирського (згодом — Коростенський) району Коростенської округи, 1 червня 1935 року — до складу Коростенської міської ради Київської області, 28 лютого 1940 року — до складу відновленого Коростенського району Житомирської області.
12 червня 2020 року, відповідно до розпорядження Кабінету Міністрів України № 711-р «Про визначення адміністративних центрів та затвердження територій територіальних громад Житомирської області», територію та населені пункти Ходаківської сільської ради включено до складу Коростенської міської територіальної громади Коростенського району Житомирської області.